# Лумера
«Лумера» — оповідання Леся Мартовича.
В друкові з'явилося у видаваному Іваном Франком і Михайлом Павликом журналі «Народ» у 1891 р. в № 3 (с. 44 — 47) за 1 лютого і № 4 (с. 65 — 67) за 1 лютого. Підписане було криптонімом «Л. М.». Пізніше в одному з листів Василь Стефаник відзначив, що він допомагав Мартовичеві писати цей твір, що саме йому належить написання диспозиції (плану) оповідання.

## Історія написання
У спогаді «Ясній пам'яті товариша», опублікованому Федором Погребенником у книзі «Василь Стефаник у критиці та спогадах» (К., 1970, с. 394), Денис Лукіянович свідчив, що вже в червні 1889 року в Станіславі (тепер Івано-Франківськ) на вечорі в честь 100-річчя французької революції Л. Мартович прочитав своє оповідання «Лумера». Звідси виходить, що твір був написаний десь весною 1889 р. Але, слід думати, Д. Лукіянович помилився. У вересні 1890 року В. Стефаник писав у листі до М. Павлика про «Лумери»:
|  | Мартович лагодить Вам якусь повістку, добра вийде, як ми ся здає, оже незадовго вишлемо |

Лесь Мартович збирався продовжити оповідання «Лумера», бо, посилаючи для друку М. Павликові на початку 1891 р., писав йому:
|  | Щодо самих «Лумерів», то міркуйте собі, як хочете, а я маю ще сказати, що відай допишу, як другу частину до цього, закладини читальні в тім селі наперекір попові і дідичеві, тут, звісно, ліпше би мож (на) схарактеризувати Кабановича. Та й гадаю ще й третю частину доробити: Аниця на службі в професора. Але це («Лумера»), як побачите, само для себе може цілість становити |

Намір автора продовжити твір лишився нездійсненим.
Коли Л. Мартович готував до видання другу збірку творів «Хитрий Панько і інші оповідання», що опублікована «Видавничою спілкою» у Львові в 1903 р., він включив до неї й «Лумери», зробивши деякі виправлення в мові.
Оповідання «Лумера» автор присвятив Михайлу Павликові. М. Павлик захоплено відізвався про перший художній твір Л. Мартовича «Нечитальник», намагався допомогти в друкуванні його, пророкував молодому авторові великі успіхи як сатирикові.